# رادینوواتس
رادینوواتس (به صربی: Radinovac) یک منطقهٔ مسکونی در صربستان است که در لبانه واقع شده‌است. رادینوواتس ۷۵ نفر جمعیت دارد.